# François de Rugy
François Henri Goullet de Rugy (ur. 6 grudnia 1973 w Nantes) – francuski polityk, parlamentarzysta, lider ugrupowania Parti écologiste, przewodniczący Zgromadzenia Narodowego (2017–2018), minister ekologii (2018–2019).

## Życiorys
Wywodzi się z francuskiej rodziny szlacheckiej Goullet de Rugy. Ukończył Lycée Gabriel-Guist'hau, a w 1995 studia w Instytucie Nauk Politycznych w Paryżu. W pierwszej połowie lat 90. działał w Pokoleniu Ekologii, którym kierował Brice Lalonde. W 1995 założył stowarzyszenie ekologiczne pod nazwą „Écologie 44”. W 1997 dołączył do Zielonych, został zastępcą sekretarza generalnego frakcji poselskiej współtworzonej przez to ugrupowanie. W 2001 został radnym Nantes, następnie w tymże roku mer Jean-Marc Ayrault powołał go na swojego zastępcę do spraw transportu. Funkcję tę pełnił do 2008. W kadencji 2008–2014 zasiadał w radzie gminy Orvault.
W 2007 po raz pierwszy wybrany do Zgromadzenia Narodowego, reelekcję uzyskał w 2012 z ramienia powstałej na bazie m.in. Zielonych partii Europa Ekologi – Zieloni. Od 2012 pełnił funkcję współprzewodniczącego frakcji deputowanych tej formacji. W 2015 opowiedział się za powrotem ekologów do koalicji rządowej z socjalistami. Opuścił swoje ugrupowanie, powołując ruch polityczny Écologistes! (w 2016 przekształcony w Parti écologiste) i stając na jego czele. W 2016 wybrany na wiceprzewodniczącego niższej izby francuskiego parlamentu.
W styczniu 2017 wziął udział w zorganizowanych przez socjalistów prawyborach przed wyborami prezydenckimi. W pierwszej turze głosowania zajął piąte miejsce z wynikiem blisko 4% głosów. W trakcie kampanii wyborczej poparł Emmanuela Macrona. Z ramienia prezydenckiego En Marche! w czerwcu 2017 ponownie został wybrany w skład Zgromadzenia Narodowego.
W tym samym miesiącu został wybrany na przewodniczącego niższej izby francuskiego parlamentu XV kadencji. Funkcję tę pełnił do 4 września 2018, kiedy to został powołany na stanowisko ministra stanu oraz ministra transformacji ekologicznej i solidarnej w drugim rządzie Édouarda Philippe’a. 16 lipca 2019 zrezygnował z funkcji rządowych; powodem podania się do dymisji były doniesienia w mediach o kosztownych prywatnych przyjęciach, które miał urządzać w trakcie kierowania Zgromadzeniem Narodowym. W 2021 bezskutecznie ubiegał się o prezydenturę regionu Kraj Loary, został wówczas wybrany do rady regionalnej.